# Coelia (cràter)
Coelia és un cràter amb coordenades planetocèntriques de 0.33 ° de latitud nord i 241.4 ° de longitud est, sobre la superfície de l'asteroide del cinturó principal (4) Vesta. Fa 14.06 de diàmetre. El nom fa referència a Coelia Concordia l'última verge vestal romana i l'última Vestalis Maxima (vestal principal) després del tancament del temple de Vesta el 391 (m. 406 d.C.), i va ser adoptat com a oficial per la UAI el cinc de febrer de 2014.